# オレグ・ベルニャエフ
オレグ・ユリヨヴィチ・ベルニャエフ（Oleg Yuriyovych Vernyayev、ウクライナ語: Олег Юрійович Верняєв、1993年9月29日 - ）は、ウクライナの体操競技選手。2016年リオデジャネイロオリンピックの男子種目別平行棒の金メダリスト。身長160cm。

## 経歴
ウクライナのドネツク出身。
2014年世界体操競技選手権の男子種目別平行棒で金メダル獲得。2015年世界体操競技選手権の男子種目別平行棒では2位で銀メダル獲得。
2016年リオデジャネイロオリンピックの体操男子個人総合の決勝では接戦の末、内村航平が92.365点で金メダル、ベルニャエフ自身は0.099点差の92.266点で銀メダルとなった。体操男子個人総合の決勝後に行われた記者会見では内村に対して「審判から好意的に見られているのでは」と意地悪な質問をした記者に対して、ベルニャエフは割って入り「内村はキャリアの中で高い点数を取ってきたんだ。今の質問は無駄だと思う。みんなあこがれているさ」と反論。これには日本国内からも反響があり、東京のウクライナ大使館へはベルニャエフを称賛する電話やメールが数多く寄せられ、さらにはウクライナではベルニャエフが劣悪な練習環境にあることから新しい体操器具の購入費の寄付の申し出なども届いた。
その後に行われたリオデジャネイロオリンピックの体操男子種目別平行棒では16.041点で金メダルを獲得した。
2022年、ロシアのウクライナ侵攻を受け、母国防衛のためウクライナ軍に入隊したことが報じられた。